# Karl Merkatz
Karl Merkatz (Wiener Neustadt, 17 de noviembre de 1930-Straßwalchen, 4 de diciembre de 2022) fue un actor austriaco de cine, teatro y televisión.

## Biografía
Merkatz nació el 17 de noviembre de 1930 en Wiener Neustadt, hijo de un bombero. Primero quiso ser carpintero. Después de la Segunda Guerra Mundial, fue un Boy Scout activo en Wiener Neustadt. Sin embargo, más tarde comenzó a matricularse en clases de interpretación en Salzburgo, Viena y Zúrich. Luego encontró empleo en teatros, sobre todo en Múnich, Salzburgo, Hamburgo y Viena (Theater in der Josefstadt).
Durante su carrera posterior protagonizó varios papeles en televisión y películas. En el papel de Edmund Sackbauer (Mundl) en la década de 1970, se hizo famoso como el típico vienés (Ein echter Wiener geht nicht unter). Otro gran éxito llegó con las películas "Bockerer", donde interpretó a un vienés ingenuo durante la Segunda Guerra Mundial en Austria (las películas posteriores se desarrollan en los años posteriores a 1945).
Desde 1999, Merkatz fue presidente del grupo de derechos humanos SOS Mitmensch.
Merkatz murió en Straßwalchen el 4 de diciembre de 2022, a la edad de 92 años.

## Papeles principales

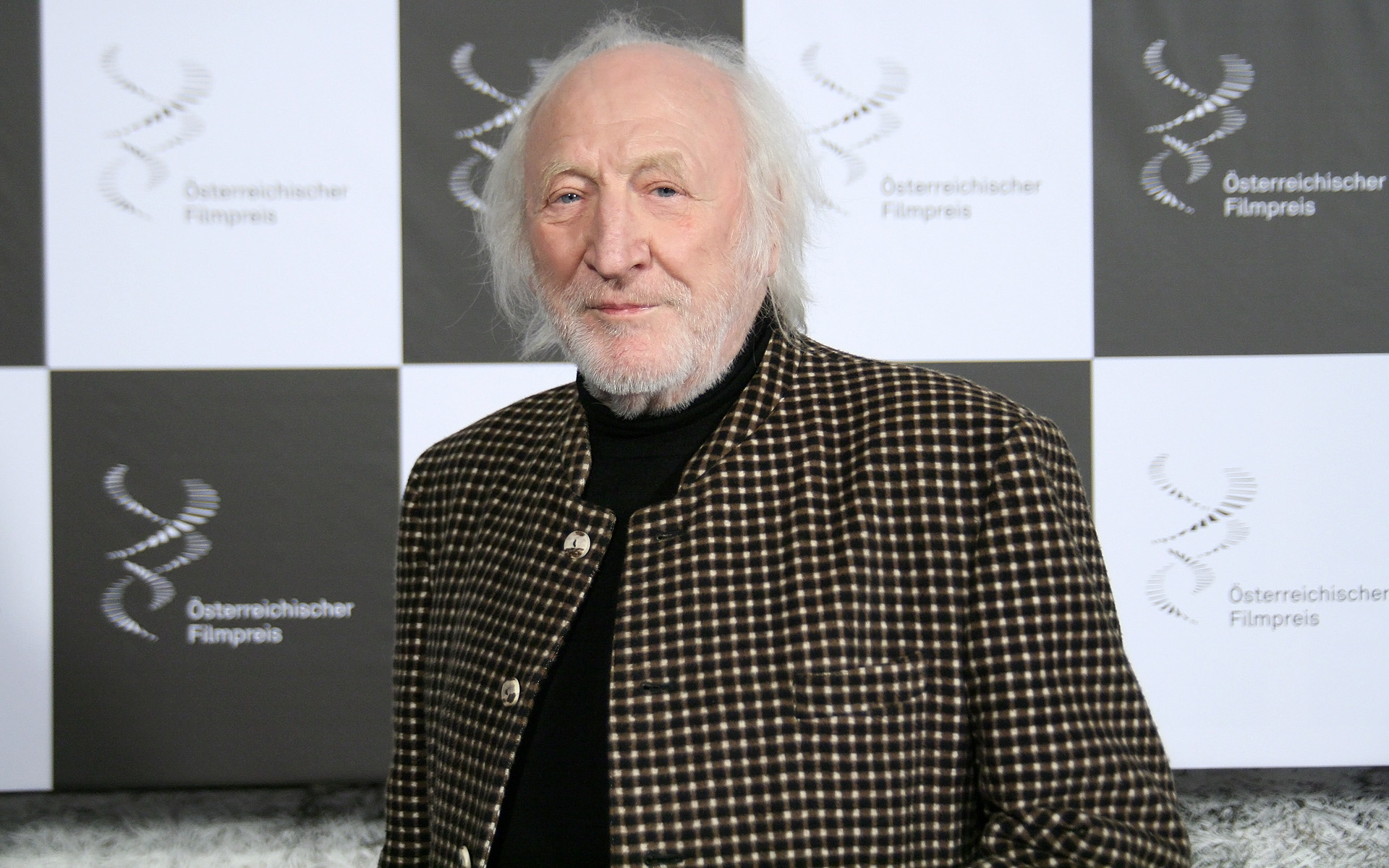
Merkatz en 2012.

- Ein echter Wiener geht nicht unter : literalmente, A Genuine Viennese Does Not Go Down: En esta serie de televisión de 1975-1979, que trata sobre la vida de una familia vienesa de clase trabajadora, interpretó a Edmund " Mundl" Sackbauer, uno de sus personajes más conocidos.
- Der Bockerer I-IV :, Merkatz interpreta el papel del carnicero vienés Karl Bockerer, quien como socialdemócrata se muestra durante la época del Anschluss y en la lucha contra el nacionalsocialismo, durante la ocupación de posguerra de Austria por parte de las fuerzas aliadas durante el Levantamiento húngaro de 1956 y la Primavera de Praga de 1968. Ganó el premio al Mejor Actor en el 12.º Festival Internacional de Cine de Moscú por su papel en la primera película.[9]
- Der Mann von La Mancha : Merkatz interpretó los papeles de Miguel de Cervantes y Don Quijote en esta adaptación televisiva en alemán de 1994 del clásico musical Man of La Mancha.[10]

## Condecoraciones y premios
- Mejor actor (1981) y Premio de cine (1982) por The Bockerer (Parte 1)
- Premios del cine alemán: Mejor actor (1982) por The Bockerer (Parte 1)
- Medalla de Honor de la capital austriaca Viena en Oro (1995) por sus servicios a los teatros de Viena y como excelente intérprete de Tipos Vieneses.
- Anillo de honor de Wiener Neustadt (1995)
- Golden Romy como el actor más popular (1996)
- Cruz de Honor de Austria para la Ciencia y el Arte (1999)[11]
- Gran Condecoración de Oro por Servicios a la provincia de Baja Austria (2002)